# Estadio Manuel Díaz Vega
El Estadio Manuel Díaz Vega es un estadio municipal de fútbol del barrio ovetense de La Corredoria, Asturias, España.
En el estadio Manuel Díaz Vega juegan como locales los equipos: SDCR La Corredoria, Los Prados San Julián, San Juan La Carisa,Oviedo City y El Flag Pheonix Oviedo. El nombre del estadio fue elegido en homenaje al exárbitro internacional de fútbol Manuel Díaz Vega. Fue fundado en el año 1999 y remodelado recientemente en el año 2023,hay unas líneas azules que es donde marca el terreno de Flag.Aqui juegan Infantiles,Cadetes,Juveniles y Fútbol Amateur.Los menores entran gratis a todos los partidos y los mayores de edad pagan 5 o 7 euros depende de la categoría.